# Alejandro Higashi
Alejandro Higashi Díaz (Ciudad de México, 14 de marzo de 1971) es un filólogo, catedrático, investigador y académico mexicano. Se ha especializado en la investigación de la literatura medieval.

## Estudios y docencia
Obtuvo un doctorado en Literatura Hispánica en El Colegio de México. Es profesor de tiempo completo en la Universidad Autónoma Metropolitana, Unidad Iztapalapa. Como profesor visitante ha impartido cursos y seminarios de ecdótica de textos medievales y mexicanos en el Centro de Investigación y Estudios Superiores en Antropología Social (CIESAS), en el Instituto Nacional de Antropología e Historia, en la Universidad Autónoma de Aguascalientes, en la Universidad Iberoamericana, en la Universidad Nacional Autónoma de México, en la Universidad Veracruzana, en la Universidad de los Andes en Colombia y en la Universidad Hebrea de Jerusalén.

## Investigador y académico
Es investigador nivel III por el Sistema Nacional de Investigadores desde 2001 y miembro del Seminario de Investigación en Poesía Mexicana Contemporánea (SIMPC) desde 2012. El 14 de agosto de 2014 fue elegido como miembro de número de la Academia Mexicana de la Lengua para ocupar la silla I.

## Obras publicadas
Ha colaborado para la Nueva Revista de Filología Hispánica de El Colegio de México, Literatura Mexicana y Medievalia de la Universidad Nacional Autónoma de México, Signos Lingüísticos y Literarios de la Universidad Autónoma Metropolitana, Incipit del Seminario de Edición y Crítica Textual de Buenos Aires, Actual de la Universidad de Los Andes de Mérida, Venezuela, La Palabra y el Hombre de la Universidad Veracruzana, en la Revista de Poética Medieval de la Universidad de Alcalá, E-spania, Revue Électronique d'etudes Hispaniques Mediévales de la Universidad de París IV Paris-Sorbonne y en el Anuario Calderoniano de la Universidad de Navarra. Además, ha publicado reseñas de libros de poesía en Alforja, Literal, Diario de Xalapa y  Tierra Adentro. Ha publicado las obras:
- Xalapa, plaquette, en 1995.
- Cantar de mio Cid, versión infantil en octosílabos, en 2012.
- Perfiles para una ecdótica nacional: crítica textual de obras mexicanas, siglos XIX y XX, en 2013.

Asimismo, escribió las notas e introducción del libro La lira y el laurel: poesía latina selecta de Francesco Petrarca.

## Premios y distinciones
- Beca Jóvenes Creadores del Instituto Veracruzano de Cultura de 1993 a 1994.
- Reconocimiento Perfirl Deseable, otorgado por la Secretaría de Educación Pública.
- Cátedra Rosario Castellanos, financiada porr la Secretaría de Relaciones Exteriores y la Universidad Hebrea de Jerusalén en 2012.